# Capra garganica
La capra garganica è una razza caprina della specie Capra hircus. Il nome dialettale è razza nustrala.

## Distribuzione geografica
La razza caprina è originaria del promontorio del Gargano in Puglia, dove è concentrata la maggior parte dei capi e da dove si è diffusa in Campania, Basilicata, Molise, Abruzzo e Calabria. 
Alcuni nuclei sono stati introdotti anche in Lazio e Toscana.

## Caratteristiche fisiche
Di media statura (altezza al garrese di 85-90 cm nei maschi e 70-75 cm nelle femmine) ha un peso piuttosto modesto (65 kg nei maschi e 40 kg nelle femmine). 
Il mantello, costituito da peli ruvidi piuttosto lunghi, è nero o marrone scuro negli adulti; è nero corvino con peli arricciati nei capretti i quali possono fornire apprezzate pellicce. La testa è relativamente piccola con corna presenti sia nei maschi che nelle femmine.
Le femmine presentano le tettole. Le corna, presenti nei due sessi, sono un po' appiattite lateralmente, ritorte e con punte divergenti (tipo cagnanese); oppure nelle femmine, talora, sono rotondeggianti e rivolte all'indietro, tipo 'conocchiole'. 
Pochi sono i parti gemellari, il 20 %. Rarissimi quelli trigemini.

## Caratteristiche ambientali
La migliore caratteristica funzionale della razza garganica è l'estrema rusticità che la rende particolarmente adatta all'allevamento brado anche in ambienti assai difficili ed a latitudine diversa da quella di origine. 

## Produzione latte e formaggi
La produzione media di latte è di 200-250 litri in 210 giorni.
Sono poche le varietà dei formaggi: canestrato per il consumo fresco, canestrato da grattugiare, poco cacioricotta. Del tutto assente l'uso di formaggi a pasta molle. 

## Produzione della carne
Capretto: Il peso ideale è 7-8 kg di peso vivo. A pesi superiori non abbiamo più il capretto da latte poiché i piccoli cominciano già a brucare l'erba. I capretti da latte sono animali alimentati solo con il latte delle madri, che succhiano alla mammella quando queste ritornano dal pascolo. La qualità della carne di animali di tal peso è eccellente. 
Caprettone: Animale di 15-20 kg di peso pronti in estate. Ottima è la qualità di questi animali. Quando si trovano animali di peso superiore venduti per caprettone, trattasi di giovani capre eliminate dal gregge per sterilità, infortunio, ecc.
Capra: Animale a fine carriera che viene eliminato dal gregge generalmente in estate quando, provveduto all'ultimo parto e all'ultima lattazione, terminata in corrispondenza del fatto che l'erba è ormai secca e l'animale non può produrre più nulla, è sostituito da altri animali giovani.